# Charles de Foucauld
Charles Eugène de Foucauld de Pontbriand, tử tước nhà Foucauld, (15 tháng 9 năm 1858 - 1 tháng 12 năm 1916), là một sĩ quan kỵ binh của quân đội Pháp, nhà thám hiểm và nhà địa lý học. Cuối cùng trở thành một linh mục Công giáo, ẩn sĩ và nhà ngôn ngữ học. Ông được phong chân phước vào ngày 13 tháng 11 năm 2005 bởi Giáo hoàng Benedict XVI và được phong hiển thánh vào ngày 15 tháng 5 năm 2022 bởi Giáo hoàng Phanxicô. Lễ kính vào ngày 1 tháng 12.
Mất cha mẹ lúc sáu tuổi, Charles de Foucauld được ông ngoại là Đại tá Beaudet de Morlet nuôi nấng. Ông theo học trường quân sự đặc biệt Saint-Cyr, sau khi tốt nghiệp, ông gia nhập Trường Kỵ binh Saumur, ở đó ông nổi bật bởi sự hài hước và có một đời sống ăn chơi trác táng nhờ vào tài sản được thừa kế từ ông nội. Ra trường ông được bổ nhiệm vào một trung đoàn, đến năm hai mươi ba tuổi, ông quyết định từ chức để khám phá Ma-rốc. Công việc đã mang lại cho ông huy chương vàng của Hiệp hội Địa lý sau khi xuất bản cuốn sách Reconnaissance au Maroc (1888).
Quay trở lại Pháp và sau nhiều cuộc gặp gỡ khác nhau, ông khơi dậy lại đức tin Kitô giáo và gia nhập dòng La Trappe vào ngày 16 tháng 1 năm 1890. Hành trình tìm kiếm một lý tưởng nghèo đói, tự chối bỏ và đền tội thậm chí còn triệt để hơn đã khiến ông rời La Trappe để trở thành ẩn sĩ vào năm 1897. Sau đó, ông sống ở Palestine, viết những bài suy niệm (bao gồm cả Lời cầu nguyện từ bỏ) là nền tảng trong đời sống tâm linh của ông.
Được phong chức linh mục ở Viviers năm 1901 [1], ông quyết định sống tại Sahara Algeria ở Béni-Abbès. Ông có khao khát thành lập một hội thánh mới, nhưng không ai tham gia. Ông sống với người Berber, áp dụng cách tiếp cận tông đồ mới đó là rao giảng không phải bằng bài giảng, mà bằng gương của ông. Để hiểu rõ hơn về Touareg, ông đã nghiên cứu văn hóa của họ trong hơn 12 năm, xuất bản cuốn từ điển Tuareg - Pháp đầu tiên dưới bút danh. Các tác phẩm của Charles de Foucauld là tài liệu tham khảo về văn hóa Tuareg.
Vào ngày 1 tháng 12 năm 1916, Charles de Foucauld bị ám sát tại nơi ông ở ẩn. Không lâu sau ông được coi là một vị tử đạo và là chủ đề của sự tôn kính sau sự thành công của cuốn tiểu sử được viết bởi René Bazin (1921). Các hội dòng tôn giáo mới và sự hồi sinh của phong trào ở ẩn được lấy cảm hứng từ các tác phẩm và cuộc đời của Charles de Foucauld.
Năm 1927, quá trình phong chân phước của ông được bắt đầu. Ngày 24 tháng 4 năm 2001, ông được tuyên bố là Đấng đáng kính bởi Giáo hoàng Gioan Phaolô II. Ngày 13 tháng 11 năm 2005, Charles de Foucauld được phong Chân phước bởi Giáo hoàng Biển Đức XVI.

## Tiểu sử

### Tuổi thơ
Gia đình Charles de Foucauld đến từ Périgord thuộc tầng lớp quý tộc lâu đời ở Pháp, tổ tiên của ông đã từng tham gia vào Thập tự chinh, tạo nên uy tín lớn trong giới quý tộc Pháp. Mẹ của ông là Élisabeth de Morlet, xuất thân từ tầng lớp quý tộc Lorraine. Năm 1885, Élisabeth de Morlet kết hôn với tử tước Édouard de Foucauld de Pontbriand,. [5]. Ngày 17 tháng 7 năm 1857, đứa con đầu lòng của họ tên Charles được sinh ra và chết một tháng sau đó. [2]
Charles Eugène là con trai thứ hai của họ, sinh ra tại Strasbourg vào ngày 15 tháng 9 năm 1858 tại nhà riêng, đây cũng là nơi vào năm 1792 La Marseillaise (quốc ca Pháp) được sáng tác. Đứa trẻ được rửa tội trong nhà thờ Saint-Pierre-le-Jeune vào ngày 4 tháng 11 cùng năm (hiện là nhà thờ Tin lành).
Vài tháng sau khi sinh, cha ông chuyển đến Wissem. Năm 1861, em gái Marie-Inès-Rodolphine chào đời, khi đó Charles lên ba tuổi. Mẹ ông, Elisabeth giáo dục ông theo đức tin Kitô giáo, ủng hộ nhiều hành động sùng đạo và đạo đức. Cô qua đời do sẩy thai vào ngày 13 tháng 3 năm 1864, sau đó ngày 9 tháng 8, chồng cô chết do suy nhược thần kinh. Charles (6 tuổi) và em gái Marie (3 tuổi) được giao cho bà nội, Nữ tử tước Clothilde de Foucauld, nhưng sau đó bà chết do đau tim. Những đứa trẻ được ông bà ngoại là Đại tá Beaudet de Morlet và vợ sống ở Strasbourg nhận nuôi.
Đại tá Beaudet de Morlet, cựu kỹ sư bách khoa, sĩ quan kỹ sư, giáo dục cháu trai với tình cảm lớn. Charles sẽ viết về ông ngoại: "Ông tôi có trí thông minh đẹp đẽ mà tôi ngưỡng mộ, có sự dịu dàng vô hạn, những điều đó tạo nên một bầu không khí của tình yêu bao quanh tuổi thơ và tuổi trẻ của tôi, đó là sự ấm áp mà tôi luôn cảm thấy xúc động".
Charles theo học tại trường Tân giáo Saint-Arbogast, nơi ông có được kết quả học tập tốt. Ông vào lớp sáu tại trường Lycée de Strasbourg năm năm 1868. Thời điểm này ông có tính khí hướng nội, nóng tính, hay bị ốm và thường xuyên phải học gia sư.
Vào mùa hè năm 1868, ông ở với người dì, Inès Moitessier tại Château de Louÿe, Eure. Bà cảm thấy có trách nhiệm với người cháu trai. Con gái của bà, Marie Moitessier (sau này là Marie de Bondy) lớn hơn Charles tám tuổi trở thành bạn của ông. Cô là một tín đồ sùng đạo, có mối quan hệ rất thân thiết với Charles, đôi khi có vai trò như mẹ của ông.
Năm 1870, gia đình de Morlet chạy trốn Chiến tranh Pháp - Phổ đến ẩn náu ở Bern. Sau thất bại của Pháp, gia đình chuyển đến Nancy vào tháng 10 năm 1871. Charles đến thời điểm này đã có bốn năm học ở trường trung học thế tục. Jules Duvaux là một giáo viên của ông, và ông thân với bạn học Gabriel Tourdes. Cả hai sinh viên đều có niềm đam mê với văn học cổ điển, theo Charles, Gabriel là một trong hai "người bạn không gì sánh được" trong cuộc đời ông. Giáo dục ở trường trung học thế tục phát triển trong ông một tinh thần yêu nước, kèm theo một sự không tin tưởng vào nước Đức. Ông được rước lễ lần đầu vào ngày 28 tháng 4 năm 1872 và được nhận phép thêm sức bởi Mgr Joseph-Alfred Foulon ở Nancy.
Vào tháng 10 năm 1873, khi đang ở trong lớp hùng biện, ông bắt đầu rời xa đức tin, trước khi trở thành người vô thần. Ông nói: "Các nhà triết học đều bất đồng. Tôi đã dành 12 năm không phủ nhận nhưng cũng không tin bất cứ điều gì, tuyệt vọng với sự thật, thậm chí không tin vào Chúa. Không có bằng chứng rõ ràng đối với tôi về sự tồn tại của Chúa”. Sự mất niềm tin này đi đôi với sự khó chịu: Charles thấy bản thân là "tất cả sự ích kỷ, tất cả sự bất kính, tất cả sự khao khát điều ác, tôi đã quẫn trí".
Vào ngày 11 tháng 4 năm 1874, chị họ Marie kết hôn với Olivier de BondyA 10. Vài tháng sau, vào ngày 12 tháng 8 năm 1874, Charles có bằng tú tài danh dự.

### Tuổi trẻ ăn chơi
Charles được gửi đến trường Ste-Geneviève (hiện tọa lạc tại Versailles), do Dòng Tên điều hành, vào thời điểm đó ở Khu phố Latinh, Paris, để chuẩn bị bài kiểm tra nhập học cho Học viện quân sự Saint-Cyr. [5] Charles đã phản đối sự nghiêm ngặt của trường nội trú và quyết định từ bỏ tất cả các hoạt động tôn giáo. Ông đã có bằng tú tài thứ hai vào tháng 8 năm 1875. [2] Ông có một lối sống ăn chơi phóng đãng vào thời điểm đó và bị đuổi khỏi trường vì "lười biếng và vô kỷ luật" [8] vào tháng 3 năm 1876. [5]
Sau đó, ông ta trở về Nancy, nơi ông học gia sư và đọc sách với Gabriel Tourdes. Sự say mê này dẫn hai người bạn đi sâu vào các tác phẩm của Ariosto, Voltaire, Erasmus, Rabelais và Laurence Sterne.
Vào tháng 6 năm 1876, ông tham gia một kỳ thi viết để vào Saint-Cyr và giành được vị trí thứ 82 trong số 412 học sinh, ông là một trong những người trẻ nhất của lớp. Ông nội của Charles quyết định khi mười tám tuổi, Charles đủ điều kiện để thừa kế một gia tài lớn.
Ông có bất hòa với một nhóm các người bạn cùng lớp, nhóm này là “Plewna” bao gồm Philippe Pétain và Antoine de Vallombrosa, Hầu tước Morès. Kiểm tra y tế cho thấy bệnh thừa cân sớm ở Charles. Ông tiếp tục đi học mặc dù ít cống hiến cho việc học, Charles thường xuyên tâm sự với người bạn Gabriel Tourdes, trong đó ông mô tả về sự buồn chán sâu sắc của mình tại Saint-Cyr, và hoài niệm cuộc sống với ông ngoại. Đại tá Morlet chết vào ngày 3 tháng 2 năm 1878. Charles, khi đó 19 tuổi buồn bã tâm sự với Gabriel Tourdes nỗi đau của mình: “Đột nhiên họ lấy đi gia đình tôi, ngôi nhà của tôi, sự yên tĩnh của tôi, sự yên bình đó thật ngọt ngào. Tôi sẽ không bao giờ tìm thấy tất cả những điều đó một lần nữa”. Ông thường bị trừng phạt vì những hành vi vô kỷ luật nhỏ nhưng sau hai năm dự bị Charles de Foucauld vẫn được nhận vào trường kỵ binh Saumur.
Tại Saumur ở tuổi 19, ông sống một cuộc đời bốc đồng, vô trật tự nhờ vào tài sản lớn ông được thừa hưởng từ ông nội, số tiền này lên tới hơn 353.500 franc. Ông phung phí chúng trong các buổi tối với bạn cùng phòng, Antoine de Vallombrosa, Hầu tước Morès, người có biệt danh là “người hay chữ thích tiệc tùng”, đã dùng tiền để đưa gái mại dâm từ Paris về phòng. Điều này được kết hợp với một sự vô kỷ luật lặp đi lặp lại. Ông bị trừng phạt nhiều lần vì bất tuân, rời trường mà không được phép, đến muộn, không thức dậy vào buổi sáng... Ông đã có hơn 19 ngày bị phạt nhẹ và 40 ngày bị phạt nặng. Trong các kỳ thi tốt nghiệp, Charles xếp hạng 87 trong 87 người.
Được bổ nhiệm vào tháng 10 năm 1879 tại Sézanne ở Marne, ông không thích ở đó và yêu cầu được chuyển đi. Năm 1880, ông được bổ nhiệm vào Trung đoàn thứ 4 Hussars, sau này trở thành Trung đoàn Thợ săn Châu Phi thứ 4 tại Pont-à-Mousson. Đó là khoảng thời gian hoang tàn nhất trong cuộc đời ông. Ông tiêu tiền của mình vào sách, xì gà và các buổi tối. Sống như vợ chồng với Marie Cardinal, một nữ diễn viên làm việc ở Paris. Sự xuất hiện công khai với cô ta mang đến cho ông những lời khiển trách từ cấp trên và những biện pháp trừng phạt không ngớt, vì họ coi cô ta là một người phụ nữ xấu. Người dì lo lắng về Charles, đã viết thư cho ông và đặt vấn đề trước Hội đồng Tư pháp để ngăn ông phung phí tài sản. Ông viết về thời kỳ này: "Tôi không bằng một con lợn".
Trung đoàn của ông được gửi đến Sétif, Algeria thuộc Pháp, Charles đưa người tình đi theo trong khi đại tá của ông cấm điều đó. Cuối cùng Charles bị kết án ba mươi ngày tù vì vụ bê bối, sau đó ông tạm thời bị đưa ra khỏi quân đội vì "vô kỷ luật" vào tháng 2 năm 1881, khi đó ông 23 tuổi.
Ông đến Évian nghỉ hưu và sống ở đó với Marie Cardinal. Nhưng khi biết rằng các đồng đội đang chiến đấu ở Tunisia chống lại bộ tộc Kroumir, Charles yêu cầu được phục hồi để tái hợp với Trung đoàn Thợ săn Châu Phi thứ 4 – yêu cầu được chấp nhận vài tháng sau khi ông chấp nhận chia tay với người yêu. Sự thay đổi khiến ông cảm thấy "nỗi lo lắng mơ hồ của một lương tâm tồi tệ, kể cả khi ngủ, nó cũng không hoàn toàn biến mất".
Charles de Foucauld gia nhập cùng những đồng đội đang chiến đấu ở miền Nam Oran chống lại cuộc nổi dậy do Sheikh Bouamama lãnh đạo. Trong chiến dịch này, ông gặp François-Henry Laperrine, người trở thành bạn và có ảnh hưởng về mặt đạo đức đối với ông. Trận chiến gần kết thúc vào cuối năm 1881 sau 6 tháng chiến đấu, ông rời khỏi khu vực đồn trú ở Mascara, Algeria. Chiến dịch này đánh dấu một bước ngoặt trong cuộc đời của Charles de Foucauld: ông không chỉ thể hiện hành vi quân sự tốt mà còn tỏ ra là một nhà lãnh đạo giỏi, quan tâm đến người khác. Khoảng thời gian này là lúc đánh dấu sự kết thúc của cuộc đời hoang tàn của Charles.
Ông lên kế hoạch cho chuyến đi đến Phương Đông: “Tôi thích tận dụng tuổi trẻ của mình bằng cách đi du lịch; Bằng cách đó, ít nhất, tôi sẽ tự học và không lãng phí thời gian của mình”. Ông yêu cầu nghỉ phép nhưng bị từ chối, sau đó ông đã từ chức khỏi quân đội. Gia đình ông đã tăng cường kiểm soát, bởi vì ông đã lãng phí hơn một phần tư tài sản của bản thân.

### Thám hiểm Ma-rốc
Charles de Foucauld chuyển đến Algiers vào tháng 5 năm 1882 và chuẩn bị chuyến đi tới Morocco, một đất nước lúc đó vẫn còn rất ít được biết đến. Charles học một năm tiếng Ả Rập và Hồi giáo, cũng như tiếng Do Thái. Theo lời khuyên của Mac Carthy (giám đốc viện bảo tàng Angiers), Charles gặp Rabbi Mordecai Aby Serour, người đề nghị được trở thành người hướng dẫn của Charles và khuyên ông đóng vai làm Người Do Thái để không bị chú ý ở đất nước này, do vùng này cấm các Kitô hữu và phần lớn các bộ lạc cư trú ở đây nằm ngoài sự kiểm soát trực tiếp của vị vua Hồi giáo.
Cuộc hành trình bắt đầu vào ngày 10 tháng 6 năm 1883, Charles de Foucauld tự gọi mình là Rabbi Joseph Aleman, sinh ra ở Moldova, đã bị người Nga đuổi khỏi đất nước đang tìm cách đến thăm cộng đồng Do Thái ở Ma-rốc. Ông ta mang theo tất cả các công cụ cần thiết cho chuyến thám hiểm: sextant, la bàn, phong vũ biểu, nhiệt kế, bản đồ và giấy tờ tất cả được giấu trên con la.
Theo lời khuyên của người hướng dẫn, ông phải sống như một người nghèo và tôn trọng ngày Shabbat. Vào ngày 13 tháng 6, ông gặp những sĩ quan Pháp ở Tlemcen, Algeria những người này không nhận ra ông là người Pháp, một trong số họ cười khúc khích khi nhìn thấy Charles "Hãy nhìn người Do Thái nhỏ ngồi xổm ăn ô liu. Trông giống như một con khỉ”. Charles và Aby Serour đến Morocco tận hưởng lòng hiếu khách của các gia đình Do Thái, Charles đi lên sân thượng để thực hiện các phép đo trong khi Aby Serour chuyển hướng sự chú ý của bất kỳ người nào tò mò. Đối mặt với việc không thể vượt qua Rif, họ lên đường đến Fez. Charles quyết định khám phá Phía đông trước khi đi xa hơn về phía nam. Để đảm bảo an toàn, Charles thuê một số người lái xe làm vệ sĩ. Họ đến Meknes vào ngày 23 tháng 8, sau đó khởi hành về phía nam bất chấp sự miễn cưỡng mạnh mẽ của Aby Serour. Trong các cuộc hành trình, Charles ghi các nhận xét và phác thảo của ông vào một cuốn sổ nhỏ giấu trong tay áo. Vào buổi tối, các phác thảo đã thực hiện trong ngày sẽ được ghi vào một cuốn sổ lớn hơn. Đoàn thám hiểm tới High Atlas, đèo Tizi n'Telouet; Charles là người châu Âu đầu tiên khám phá phần này của MoroccoA 29, B 17.
Charles xao xuyến trước vẻ đẹp của phong cảnh và sự sùng kính tôn giáo của người đạo Hồi. Ông viết: "Sau ngày thứ 27 của tháng Ramadan, những con quỷ ra khỏi trái đất. Sự cầu nguyện trong những đêm trước đó là để thoát khỏi những cám dỗ của chúng. Niềm tin của người Ả Rập trong đêm bí ẩn này, leïla el Kedr, trong đó bầu trời mở ra, các thiên thần giáng xuống trái đất, nước biển trở nên mềm mại và tất cả là để tôn thờ Đấng Tạo Hóa.
Ông khám phá Tissint, Ma-rốc (nằm giữa Tata và Foum Zguid), sau đó ông chia tay những đồng hành do thường xuyên có những bất đồng gay gắt, Charles chuyển đến Mogador để xin tiền gia đình. Ông đó vài tuần, viết nhật ký du lịch. Sau khi nhận được tiền, Charles và Aby Serour đi lên High Atlas cùng với 3 người Ả Rập có nhiệm vụ bảo vệ họ, nhưng 3 người Ả Rập này đã lột sạch của cải của Charles chỉ để lại các dụng cụ và sổ ghi chép cho ông. Charles và Aby Serour đến lánh nạn tại cộng đồng Do Thái và trở về Algeria sau gần 11 tháng thám hiểm thay vì 1 năm theo kế hoạch ban đầu. Trong các thư từ riêng tư, Foucauld nói về Aby Serour bằng những từ ngữ xúc phạm; không tỏ lòng kính trọng cho đến mãi sau này. Ông cũng làm tương tự đối với người Do Thái khi tiến hành công việc tại Ma-rốc. Đối với Mardochée Aby Serour, do bị hao mòn trong chuyến đi này ông ta đã chết chưa đầy hai năm sau khi họ trở về, vào năm 1886.
Chuyến đi đến trung tâm Ma-rốc này từ tháng 6 năm 1883 đến tháng 5 năm 1884 cùng với lượng thông tin được đáng kể, đáng chú ý nhất là địa lý và dân tộc học, đã mang về cho Charles de Foucauld huy chương vàng của Hiệp hội Địa lý Paris vào ngày 9 tháng 1 năm 1885. Tại Sorbonne, ông cũng nhận được giải thưởng cho công việc. Quay trở lại Pháp, ông được chúc mừng bởi gia đình, và đặc biệt là người dì, Inès Moitessier, nhưng cuộc sống ở Paris khiến ông cảm thấy chán ngán.
Charles trở lại Algiers, Mac Carthy giới thiệu ông với chỉ huy Titre, một chuyên gia địa lý. Nhờ đó Charles gặp con gái của vị chỉ huy, Marie-Marguerite, người mà ông dự định kết hôn. Gia đình ông phản đối cuộc hôn nhân này và sau vài tháng suy ngẫm, cuối cùng Charles chọn cuộc sống độc thân. Sau đó, ông quyết định quay trở lại Sahara, nơi ông bắt đầu vào cuộc thám hiểm thứ hai vào ngày 14 tháng 9 năm 1885. Ông khám phá một phần của Sahara và vẽ nhiều bản phác thảo trong cuộc thám hiểm này. Ông trở về Pháp ở Tháng 2 năm 1886.

### Sự thay đổi
Từ tháng 2 đến tháng 10 năm 1886, Charles thuê một căn phòng ở Paris gần nhà chị họ Marie de Bondy. Thái độ của ông thay đổi và ông bắt đầu đọc cả kinh Koran và "Élévation sur les mystères" của Bossuet, một cuốn sách được tặng bởi Marie de Bondy. Ông không còn tìm thấy niềm vui trong các tác phẩm khiêu dâm cũng như các tác phẩm giải trí khác, những thứ bây giờ khiến ông cảm thấy ghê tởm. Charles có một cuộc sống ngày càng tỉnh táo, khác xa với những bê bối đã gây sốc cho gia đình ông rất nhiều lần. Ông làm việc trong suốt năm 1887 để điều chỉnh cuốn sách  Reconnaissance au Maroc, xuất bản vào năm 1888.
Kinh nghiệm ở Morocco là mặc khải thứ nhất của Foucauld. Ông nói vào năm 1901: "Hồi giáo đã tạo ra một biến động sâu sắc trong tôi. Việc nhìn thấy đức tin này, và những linh hồn sống trong sự hiện diện liên tục của Thiên Chúa, khiến tôi thoáng thấy một điều gì đó vĩ đại và chân thực hơn so với những nghề nghiệp trần gian”. Sự mất lòng tin vào Kitô giáo dần dần phai nhạt qua các cuộc thảo luận về tôn giáo với người chị họ Marie de Bondy. Marie de Bondy đóng một vai trò rất quan trọng trong việc chuyển đổi của Charles. Sau này anh mô tả cô là "thiên thần trần gian" mà anh có thể tâm sự. Nhưng trên hết, các bữa tối xã hội đã làm ông thay đổi nhận thức về đức tin: “Ở Paris, tôi gặp được nhiều người rất thông minh, rất đạo đức và rất Cơ đốc giáo. Tôi tự nghĩ rằng có lẽ tôn giáo này không phải là vô lý”. Ông bắt đầu thường xuyên đến giáo xứ Saint-Augustin, nơi Cha Huvelin hành lễ.
Sau đó, Charles de Foucauld quyết định gặp Cha Huvelin trong tòa giải tội của nhà thờ Saint-Augustin vào ngày 30 tháng 10 năm 1886. Ông bày tỏ mong muốn tái khám phá đức tin, Cha Huvelin sau đó yêu cầu Charles xưng tội, và anh ta đã làm theo. Sau đó, Cha Huvelin cho Charles rước lễ. Theo ông, đó là điều mặc khải thứ hai: "Ngay khi tôi tin rằng có một Thiên Chúa, tôi hiểu rằng tôi không thể làm gì khác hơn là chỉ sống cho Ngài: ơn gọi của tôi có từ cùng giờ với niềm tin của tôi: Thiên Chúa rất tuyệt vời. Có một sự khác biệt như vậy giữa Thiên Chúa với mọi thứ không phải là Ngài". Sự chuyển đổi này thúc đẩy Charles thay đổi hoàn toàn cuộc sống của mình, anh trở thành một tín đồ và bắt đầu cầu nguyện; Ông đọc Breviary và Desert Fathers. Cha Henri Huvelin trở thành cha linh hướng của Charles và cố gắng tiết chế sự sốt sắng anh ta. Cha Huvelin cảnh báo Charles rằng còn quá sớm để nhận ra một ơn gọi tôn giáo, điều này cần thời gian. Ngay sau đó, khó khăn nảy sinh đối với đức tin của Charles: “Ban đầu, đức tin có nhiều trở ngại phải vượt qua. Tôi đã nghi ngờ tất cả mọi thứ, tôi đã không tin tất cả mọi thứ trong một ngày. Những phép lạ của Tin Mừng dường như không thể tin được đối với tôi”. Sau đó, Cha Huvelin thay đổi cách tiếp cận bằng cách mời Charles tập trung vào việc bắt chước Chúa Kitô và suy gẫm về Tin Mừng. Cha Henri Huvelin khẳng định rằng "Chúa Giêsu đã chiếm vị trí cuối cùng đến mức không ai có thể lấy nó từ Người", dụ ngôn “Hãy ngồi chỗ cuối” (Lc 14,7-11). Đây là mặc khải thứ hai cho Charles de Foucauld, người sau đó muốn bắt chước Chúa Kitô. Sau hơn 18 tháng chờ đợi và vâng lời Cha Henry Huvelin, Charles đã đào sâu hơn vào ơn gọi của mình: ông muốn bước vào một trật tự "bắt chước cuộc sống ẩn giấu của người công nhân khiêm tốn và nghèo khổ của Nazareth", vì cảm thấy không xứng đáng làm linh mục và rao giảng.
Vào ngày 19 tháng 8 năm 1888, Charles đã đến thăm la trappe cistercienne de Fontgombault và bị thu hút rất nhiều bởi sự nghèo nàn triệt để của dòng tu nơi đây. Tháng 9 năm 1888, ông từ bỏ quân đội sau thời gian dự bị cuối cùng cùng với đó là sự thờ ơ với thành công của Reconnaissance au Maroc, một công trình được cộng đồng khoa học nhất trí ca ngợi.
Vào cuối năm 1888, theo lời khuyên của Cha Huvelin, ông đi hành hương 4 tháng đến Thánh địa. Ông đến Jerusalem vào ngày 15 tháng 12 năm 1888, viếng thăm Nazareth vào ngày 10 tháng 1 năm 1889, nơi ông khắc sâu mong muốn chiếm lấy vị trí cuối cùng. Ông trở về Pháp vào ngày 14 tháng 2 năm 1889 và tuyên bố rằng ông muốn trở lại La Trappe. Theo lời khuyên của Cha Huvelin, vào tháng Năm, Charles viếng thăm Tu viện Solesmes, sau đó là grande Trappe de Soligny. Vào ngày 20 tháng 9 năm 1889, ông đọc cuốn Le Livre des fondations của Thérèse d'Ávila. Các tác phẩm của Têrêxa Ávila cùng với các sách Tin mừng đã tạo thành nền tảng trong các bài đọc tâm linh của Charles. Ông quyết định vào dòng la Trappe de Notre-Dame des Neiges.

### Tại Tu viện Notre-Dame-des-Neiges
Sau hơn ba năm nhận thức, cùng với sự chấp thuận của cha linh hướng, Charles quyết định gia nhập Tu viện Đức Bà-des-Neiges, ở Ardèche sau một thời gian học tập năm 1889 tại trung tâm tâm linh Dòng Tên Manrèse ở Clamart: "Tôi trở về từ Clamart ngày hôm qua, và cuối cùng tôi đã quyết định vào La Trappe". Từ ngày 18 tháng 12 năm 1889, ông để lại tất cả tài sản cho em gái. Ông nói lời tạm biệt với Marie de Bondy vào ngày 15 tháng 1 năm 1890 cùng với rất nhiều nước mắt cho thấy tầm quan trọng của việc tận hiến cho Thiên Chúa của Charles. Ông chọn ngày này để tuyên lại việc dâng hiến cho Chúa.
Charles vào Notre-Dame-des-Neiges ngày 16 tháng 1 năm 1890 được nhận tên Frère Marie-Albéric. Ngay lập tức yêu cuộc sống nghèo khổ, im lặng, làm việc và cầu nguyện này. Ông rất tách biệt và nhanh chóng trở thành một tấm gương trong cộng đồng bởi sự vâng lời và khiêm tốn. Ông giải thích với Marie de Bondy những gì ông đang trải qua: “Trong thế giới buồn khổ này, chúng ta có niềm hạnh phúc sâu thẳm mà các thánh và thiên thần đều không có, đó là đau khổ với Người yêu dấu, vì Người yêu dấu của chúng ta. Dù cuộc sống có khó khăn đến đâu, dù những ngày buồn bã này kéo dài bao lâu, dù có an ủi đến đâu khi nghĩ về thung lũng Josaphat đẹp đẽ, chúng ta đừng vội vàng hơn Chúa muốn rời chân khỏi Thập giá”. Công cuộc tìm kiếm sự nghèo khổ tiếp tục đưa Charles đến với la Trappe cistercienne ở Akbès, một tu viện mới được xây dựng (1886) bởi Notre-Dame-des-Neiges, gần Alexandrette ở Ottoman Syria, ở giữa lãnh thổ Hồi giáo. Ông đã từ bỏ các chức vụ trong quân đội vào ngày 16 tháng 7 năm 1891, và từ bỏ tư cách thành viên trong Hiệp hội Địa lý. Anh giải thích với chị họ Marie de Bondy trong một lá thư: “Bước đi này làm tôi hạnh phúc; vào ngày 15 tháng 1, tôi đã vứt bỏ mọi thứ tốt cho tôi nhưng chúng cũng là những nỗi xấu hổ khốn khổ, cấp bậc, tài sản nhỏ và tôi có được niềm vui khi ném chúng ra khỏi cửa sổ”.
Ở Akbès, việc tìm kiếm sự hoàn hảo của Charles nhanh chóng mang lại cho anh uy tín như một vị thánh, mặc dù những hành vi khổ chế của anh khiến cả bề trên và cha linh hướng của anh là Henry Huvelin lo lắng. Anh bộc lộ mong muốn tìm kiếm sự nghèo khổ và khiêm nhường: "Nếu mọi người nói chuyện với tôi về việc học, tôi sẽ phải thừa nhận rằng tôi vẫn còn cảm thấy ngấy đến tận cổ và sự ghê tởm cực độ cho tất cả những thứ có xu hướng đưa tôi ra khỏi nơi cuối cùng mà tôi đang tìm kiếm bằng sự tự chối bỏ này, bằng cách đó tôi muốn đắm mình nhiều hơn theo Chúa chúng ta... và sau cùng, tôi sẽ 'vâng lời'. Bề trên coi Charles là người kế nhiệm của La Trappe và yêu cầu ông tiếp tục học tập để trở thành linh mục. Charles được Cha Huvelin khuyến khích, đã vâng lời và bắt đầu nghiên cứu thần học dù vẫn hối hận về sự lựa chọn này, trong mắt ông, điều đó làm ông xa cách với nơi cuối cùng và sự khiêm nhường mà ông đang tìm kiếm.
Charles nghi ngờ ơn gọi Trappist của mình. Ông viết cho cha Huvelin: "Cha hy vọng tôi có đủ nghèo. Không. Chúng tôi nghèo so với người giàu, nhưng không nghèo như khi tôi ở Morocco, không nghèo như Thánh François. Tôi chán ghét nó nhưng không để nó làm ảnh hưởng đến tôi. Tôi sẽ giữ im lặng và vâng lời, dần dần khi không còn bị chú ý, tôi có thể sẽ có được các quyền giúp tôi thực hành nghèo tốt hơn”. Charles cũng bày tỏ với giáo viên của các tập sinh là Dom Louis de Gonzague về sự thoải mái tương đối của tu viện, nhưng bất chấp sự e dè về các điều kiện sống của tu viện, ông vẫn tuyên khấn vào ngày 2 tháng 2 năm 1892 và được nhận tonsure.
Các câu hỏi của Charles gia tăng và tập trung vào khả năng sống sâu hơn trong nghèo đói và quên đi bản thân. Những lá thư của Charles gửi cho cha Huvelin cho thấy những câu hỏi của ông ngày càng liên tục và mạnh mẽ. Một lần nữa, vị linh mục cố gắng làm dịu sự sốt sắng của Charles. Vào ngày 26 tháng 8 năm 1893, ông viết cho cha Huvelin ý định lập ra một hội dòng mới. Trong đó, ông chủ trương nghèo đói tuyệt đối và đơn giản, cầu nguyện bằng ngôn ngữ địa phương chứ không phải bằng tiếng Latinh, đây được xem là một sự báo trước các cải cách phụng vụ diễn ra sau Công đồng Vatican II. Cha Huvelin trả lời muộn, yêu cầu Charles chờ đợi và tiếp tục việc học cho chức linh mục, bất chấp sự miễn cưỡng của ông. Vào năm 1895, Charles bắt đầu viết quy tắc cho hội dòng mới. Đối mặt với sự từ chối của bề trên trong việc thiết lập hội dòng mới, Charles đề nghị được bắt chước sự nghèo khó của Chúa Giêsu ở Nazareth bằng cách trở thành một ẩn sĩ dưới chân la Trappe, nhưng sau đó Charles từ bỏ ý định đó do những khó khăn mà cách làm của ông đặt ra cho hội dòng ông đang thuộc về. Trong một trong những buổi hòa giải năm 1896, Charles đã viết đoạn văn bản nổi tiếng nhất của ông, Lời cầu nguyện từ bỏ:
“Cha ơi, con đặt bản thân con vào tay Cha; Cha ơi, con giao phó bản thân con cho Cha, Cha ơi, con dâng bản thân con cho Cha; Cha ơi, hãy làm cho con những gì Cha vui lòng; bất cứ điều gì Cha làm cho con, con cảm ơn Cha; cảm ơn Cha vì tất cả mọi thứ, con sẵn sàng cho mọi thứ: con chấp nhận mọi thứ: con cảm ơn Cha vì tất cả; miễn là Ý chí của Cha được thực hiện trong con, Thiên Chúa của con, miễn là Ý chí của Cha được thực hiện trong tất cả các thụ tạo của Cha, trong tất cả con cái của Cha, trong tất cả những người mà Trái tim Cha yêu quý, con không mong muốn gì khác, Thiên Chúa của con; con đặt linh hồn con vào tay Cha; con trao nó cho Cha, Thiên Chúa của con, với tất cả tình yêu của trái tim con, bởi vì con yêu Cha, và đó là điều bắt buộc mà tình yêu đòi hỏi con, đặt mình trở lại vào tay của Cha mà không cần suy tính: Con phục hồi trong tay Cha, với sự tự tin vô hạn, bởi vì Cha là Cha của con.”
Vào ngày 20 tháng 11 năm 1895, cuộc diệt chủng người Armenia Kitô giáo bắt đầu, tu viện Akbès được bảo vệ bởi những người lính. Charles, người muốn đạt tới sự cùng khổ, khi đối mặt với các vụ thảm sát vào tháng 3 năm 1896, đã tìm thấy ra lợi ích của chức linh mục, đó là được gần gũi với những người đau khổ và nghèo nhất: "không có chỗ trú ẩn, không nơi tị nạn, trong cái lạnh khủng khiếp này, không có bánh mì, không có tài sản, kẻ thù từ mọi phía, không ai giúp đỡ họ”.
Charles từ chối thực hiện lời khấn trọng, đồng thời là lời khấn cuối cùng. Với sự đồng ý của Cha Huvelin, người không còn nghi ngờ về ơn gọi đặc biệt của Charles, Charles yêu cầu được giải tỏa các lời khấn tạm. Cha Huvelin khuyên Charles phải mạnh mẽ chống lại xu hướng nghiện sự khổ chế: "Đối với việc khổ chế, anh sẽ không bao giờ thấy đủ. Trong tâm hồn anh, anh phải luôn tự nhủ: Bây giờ là gì?... và sau đó là gì?... Anh cần được bảo vệ trước hành vi mang lại sự nguy hiểm vô hạn này và anh không bao giờ được cố định nó – hành vi này chỉ có thể được thực hiện ở những trái tim không bao giờ có sự thái quá”. Bề trên của ông đã từ chối ông và ra lệnh cho ông đến Tu viện Staouëli ở Algeria. Vào ngày 10 tháng 9 năm 1896, ông rời Algeria. Đối mặt với quyết tâm của Charles, họ quyết định gửi ông đến Rome, để ông có thể học tập cho chức linh mục. Charles vâng lời và đến Rome vào ngày 27 tháng 10 năm 1896. Vị Tổng Giám mục dòng la Trappe bị thuyết phục về ơn gọi cá nhân của Charles de Foucauld và quyết định giải tỏa ông khỏi các lời khấn vào ngày 23 tháng 1 năm 1897.

### Cuộc sống ở Nazareth
Charles de Foucauld rời Rome vào ngày 26 tháng 2, sau khi nhận được sự chấp thuận của Cha Huvelin, người mà ông vâng lời như bề trên của ông. Sau đó Charles đi đến Thánh địa vào ngày 24 tháng 2 năm 1897.
Hành hương trong bộ dạng như một nông dân Palestine, ông đến Nazareth vào ngày 10 tháng 3 năm 1897 và trình diện tại Tu viện Thánh Clare ở Nazareth, nơi ông xin được làm vườn, với mức lương duy nhất là một miếng bánh mì và chỗ ở trong một túp lều. Ông sửa chữa các bức tường của hàng rào, làm hoa hồng cho các nữ tu, vẽ những hình ảnh ngoan đạo, trong khi cho phép mình cầu nguyện nhiều lần. Những người chị em nghèo khổ lo lắng về chế độ ăn uống của anh ta và cho anh ta quả sung và hạnh nhân nhưng anh ta bí mật phân phát lại cho trẻ em. Charles thú nhận với cha linh hướng của mình về lỗi lầm của mình "Những lời cầu nguyện được thực hiện một cách tồi tệ... Lười thức dậy... Tham ăn. Mong muốn được nâng cao, chẳng hạn như lớn hơn khi ở la Trappe”, nhưng vị linh hướng tìm cách làm dịu đi sự hãm mình và khổ chế thái quá của Charles.
Anh ta bắt đầu viết những bài suy niệm, để "sửa chữa suy nghĩ", viết hơn 3.000 trang trong ba năm. Đó sẽ là thời kỳ huyền bí lớn nhất của anh ấy và là nền tảng của tâm linh của anh ấy, được tạo thành từ những khoảnh khắc tuyệt vời của niềm vui nội tâm. Anh ta thấy ơn gọi của mình là "hãy hét lên Tin Mừng từ trên mái nhà, không phải bằng lời nói của ngươi, mà bằng cuộc sống của ngươi". Những suy ngẫm của anh ta dần dần đưa anh ta đến không chỉ sống trong sự hiện diện của Thiên Chúa và "tận hưởng một mình" Chúa Kitô, mà là bắt chước Chúa Giêsu để tiếp cận với những người khác. “Linh hồn thấy rằng nó thích, rằng nó vui mừng, rằng nó nhận được rất nhiều. Nhưng nó không làm gì cả, nó vẫn vô dụng. Và tôi càng thích, tôi càng muốn làm việc".
Thực hiện cuộc sống khổ hạnh này, Charles đã có được danh tiếng về sự thánh thiện giữa những người Claire de Nazareth, và bề trên của Claire de Jerusalem muốn gặp Charles. Cô khuyến khích ông đến với chức linh mục và thành lập một hội dòng mới. Ông đã trải qua một tuần tĩnh tâm tại Aphram-Taybeh vào tháng 3 năm 1898. Vào tháng 5 năm 1900, ông chọn tên Charles de Jésus, và thực hiện phương châm: "Jesus Caritas". Mặc dù có một số nghi ngờ, thử thách về ơn gọi trong tư cách là người sáng lập, Charles tin rằng ông đã tìm ra giải pháp bằng cách mua Mont des Béatitudes để định cư ở đó với tư cách là một linh mục ẩn sĩ. Sau khi xin tiền em gái, ông trả tiền đất, nhưng lại bị lừa đảo. Được khích lệ bởi cha linh hướng và vị bề trên của Claire de Jerusalem, Charles yêu cầu được phong chức linh mục từ Tổ phụ Jerusalem. Vị bề trên bảo ông đợi. Dự định không thành công, ông quyết định chuẩn bị cho chức linh mục ở Pháp.
Vào cuối tháng 8 năm 1900, Charles bắt đầu đến Marseille. Ông gặp lại cha Huvelin sau mười năm. Ngày hôm sau, ông đã thuyết phục được Notre-Dame-des-Neiges và rời đến Rome để lấy giấy phép trở thành linh mục. Sau khi nhận được các bí tích nhỏ vào ngày 7 tháng 10 năm 1900, cuối cùng, Charles de Foucauld được phong chức linh mục tại Grand Séminaire de Viviers vào ngày 9 tháng 6 năm sau. Sau đó, ông quyết định đến sa mạc Sahara.

### Cuộc sống ở Sahara

#### Béni-Abbès
Charles rời đến Béni-Abbès, sa mạc Algeria. Ông đặt chân đến Algiers vào tháng 9 năm 1901, tại đây ông sống cùng những người Cha da trắng; gặp Mgr Guérin, giám mục giáo phận Béni-Abbès, tại Ghardaïa. Sau đó, Charles đến Béni-Abbès, đi cùng với những người lính chào đón ông trong niềm vui vì ông là một người đồng đội của họ trong quá khứ.
Vào tháng 10 năm 1901, "Cha Foucauld" định cư ở Béni-Abbés, một ốc đảo nằm ở bờ trái của Saoura, ở phía nam của Oranie, ở Tây Sahara. Với sự giúp đỡ của những người lính, anh ta đã xây dựng một "Khaoua" (tình huynh đệ), bao gồm một phòng khách, một nhà nguyện và 3 ha vườn rau, được mua nhờ sự giúp đỡ của Marie de Bondy. Nhà nguyện được hoàn thành vào ngày 1 tháng 12 năm 1901. Cuộc sống của ông được tổ chức theo một quy tắc nghiêm ngặt: năm giờ ngủ, sáu giờ lao động thủ công xen kẽ với thời gian cầu nguyện dài. Tuy nhiên, anh nhanh chóng bị tràn ngập bởi những khoảng thời gian dài anh dành để lắng nghe những người nghèo và những người lính đến gặp anh. Ông mô tả với Gabriel Tourdes trạng thái tâm trí của mình: "sống bằng công việc của bàn tay tôi, không biết đến tất cả và nghèo và tận hưởng sâu sắc bóng tối, sự im lặng, nghèo đói, bắt chước Chúa Giêsu. Bắt chước là điều không thể tách rời của tình yêu. Bất cứ ai thích bắt chước là bí mật của cuộc đời tôi. Là một linh mục kể từ tháng 6 năm ngoái, tôi ngay lập tức cảm thấy được mời đến với những con chiên lạc, đến những linh hồn bị bỏ rơi nhất, để hoàn thành nghĩa vụ yêu thương đối với họ. Tôi hạnh phúc, rất hạnh phúc, mặc dù tôi không tìm kiếm hạnh phúc theo bất kỳ cách nào.
Vào ngày 9 tháng 1 năm 1902, Charles đã mua sự tự do cho một người nô lệ, và gọi anh ta là Joseph du Sacré-Coeur. Một phần của năm 1902 được dành cho một cuộc trao đổi thư từ với Đức Tổng Giám mục Guérin, Tỉnh trưởng Sahara, trong đó ông mong muốn xóa bỏ chế độ nô lệ ở Hoggar. Năm tiếp theo, anh lên kế hoạch đi Ma-rốc và thiết lập tình huynh đệ ở đó. Anh ấy muốn được tham gia cùng với những người bạn đồng hành mà anh ấy sẽ yêu cầu ba điều: "sẵn sàng để bị chặt đầu - sẵn sàng để bị chết đói - vâng lời ông ấy bất chấp sự không xứng đáng của ông ấy".
Ngày 27 tháng 5 năm 1903 Charles de Foucauld nhận được chuyến viếng thăm của Mgr Guérin. Charles muốn tìm kiếm một người bạn đồng hành để đi truyền giáo và xin phép đi về phía nam để chuẩn bị. Chỉ huy François-Henry Laperrine quan tâm đến sự hiện diện của Charles de Foucauld và tìm cách đưa anh ta vào tour tiếp tế của mình ở phía nam. Charles tỏ ra tán thành khi mà François-Henry Laperrine dường như muốn sử dụng các phương pháp ít bạo lực hơn nhiều so với những người tiền nhiệm. Vào ngày 18 tháng 6 năm 1903, Charles đã xin Đức cha Guérin cho phép đi cùng Laperrine, nhưng cuộc nổi loạn của các bộ lạc chống lại sự hiện diện của thực dân khiến quá trình này không thể thực hiện được. Biết được sự bùng nổ của cuộc xung đột, ngày 2 tháng 9 năm 1903 Charles đi đến miền nam để giải cứu những người bị thương khỏi cuộc chiến giữa Taghit và El-Moungar. Ông trở lại và viết một bài giới thiệu nhỏ về Giáo lý mà ông gọi là Tin mừng được trình bày cho những người da đen nghèo ở Sahara. Một thời gian sau, François-Henry Laperrine đề nghị Charles đi cùng trong chuyến đi tiếp theo về phía Nam. Cha Henri Huvelin viết thư cho anh ta: "Đi đến nơi mà Thánh Thần thúc giục anh".

#### Các chuyến đi tour Sahara
Ngày 13 tháng 1 năm 1904, Charles bắt đầu chuyến đi "thuần hóa"  hướng về phía nam đến Hoggar. Vào ngày 1 tháng 2 năm 1904, anh và những người bạn đồng hành đến ốc đảo Adrar và gia nhập với Chỉ huy Laperrine. Cuộc hành trình tiếp tục hướng tới Akabli. Charles sau đó ghi chú tất cả những nơi có thể sinh sống. Anh ta thu thập thông tin về ngôn ngữ Tuareg của các dân cư ở phía nam trung tâm Sahara và bắt đầu dịch các sách Tin Mừng để có thể truyền nó đến Touaregs.
Charles đã thất vọng với thái độ của một số người lính thực dân. Khi còn cách biên giới Algeria không xa, nơi đang trong thời gian ổn định, đoàn người phải quay lại và đến Tit. Charles muốn sống ở đó nhưng Chỉ huy Laperrine từ chối. Chuyến đi kết thúc tại Ain Salah vào tháng 9. Charles gặp Mgr Guérin vào ngày 22 tháng 9 năm 1904 và ông trở lại Béni-Abbès vào ngày 24 tháng 1 năm 1905.
Tướng Hubert Lyautey, người được bổ nhiệm đến Algeria, bị hấp dẫn bởi Charles de Foucauld, đã quyết định đến thăm ông tại Béni-Abbès vào ngày 28 tháng 1 năm 1905. Từ cuộc gặp gỡ này đã nảy sinh tình bạn và sự ngưỡng mộ nhất định của Lyautey dành cho Charles. Trong thời gian này Charles đã viết các Méditations sur les Saints Évangiles. Vào tháng 4 năm 1905, Thiếu tá Laperrine đã cầu xin Charles de Foucauld đi cùng trong chuyến đi đến Hoggar. Sau khi xin lời khuyên của Mgr Guérin và Cha Huvelin, anh lại tham gia vào các chuyến đi tiếp tế. Ông rời đi vào ngày 8 tháng 6 năm 1905, tiếp tục cuộc sống cầu nguyện trong khi học tiếng tamahaq. Vào ngày 25 tháng 6 năm 1905, họ gặp Amenokal (người đứng đầu bộ lạc) Moussa Ag Amastan, người quyết định liên minh với chính quyền Pháp. Charles de Foucauld và Moussa Ag Amastan tìm hiểu nhau và dường như đánh giá cao nhau. Từ cuộc gặp gỡ của họ đã sinh ra một tình bạn sâu sắc. La Touareg cho phép Charles de Foucauld định cư ở Hoggar, từ đó khiến ông đến Tamanrasset.

#### Tamanrasset
Charles đến Tamanrasset vào ngày 13 tháng 8 năm 1905, cùng với Paul, người từng là một nô lệ. Ông đã xây một ngôi nhà bằng đá và đất khô. Charles bây giờ muốn tìm hiểu về văn hóa Tuareg nhiều hơn, và việc viết một cuốn từ điển Tuareg - Pháp trở thành ưu tiên trong hoạt động tông đồ của ông. Ông giúp đỡ những người mà ông ấy gặp, phân phối thuốc và thực phẩm nhằm duy trì sự tin tưởng lẫn nhau và "chứng minh cho họ thấy rằng các Kitô hữu yêu họ".
Vào ngày 25 tháng 8 năm 1905, Moussa Ag Amastan nhận được khoản đầu tư cho Amenokal tại Hoggar từ chính quyền Pháp. Ông đã đến thăm Charles de Foucauld nhiều lần và nhờ ông cho lời khuyên về những quan điểm được chính quyền Pháp chấp nhận. Charles khuyên anh ta nên tìm kiếm những điều tốt đẹp cho người dân của mình, cũng như phát triển giáo dục và quyền của phụ nữ. Paul, người đi cùng anh ta, đã quyết định rời Tamanrasset vào tháng 5 năm 1906. Còn lại một mình, Charles không còn có thể cử hành thánh lễ, vì cần ít nhất một người giúp lễ.
Các nghiên cứu của Charles cho phép ông khám phá sự phức tạp bất ngờ của ngôn ngữ và văn hóa Tuareg. Ông viết cho Marie de Bondy: "Ở đây, cuộc sống của tôi chủ yếu được sử dụng để nghiên cứu ngôn ngữ Tuareg. Tốn thời gian hơn tôi nghĩ, vì ngôn ngữ rất khác so với những gì chúng ta nghĩ; nó được cho là rất nghèo nàn và rất đơn giản; ngược lại, nó phong phú và ít đơn giản hơn chúng ta nghĩ". Vào mùa hè năm 1906, anh mời người bạn là Motylinski đến để giúp hoàn thành cuốn từ điển Tuareg - French. Sau khi Motylinski rời đi, vào tháng 9 năm 1906 Charles đã quyết định đến Béni-Abbès. Anh dự định phân chia thời gian của mình giữa hai miền: ba tháng ở Béni-Abbès, sáu tháng ở Tamanrasset, ba tháng đi từ địa điểm này sang địa điểm khác; nhưng cuối cùng anh từ bỏ Béni-Abbès
Việc ông trở lại Tamanrasset cho thấy sự gắn bó mạnh mẽ của "Frère Charles de Jésus" với Touaregs, nơi ông được chào đón. Anh ta thường tiếp đón các sĩ quan Pháp, bao gồm Đại úy Edouard Charlet, người mà anh ta có những trao đổi rất hiệu quả. Tuy nhiên Charles nhận thấy, sự quan tâm chăm sóc ông nhận được từ họ là một trở ngại cho việc tìm kiếm nơi cuối cùng.
Vào ngày 29 tháng 11 năm 1905, Charles gặp Tổng giám mục tại Maison Carrée des Pères blancs và yêu cầu gửi các tu sĩ. Guérin từ chối do tình hình khó khăn ở Pháp liên quan đến Luật tách biệt giữa Nhà thờ và Nhà nước, sự chia rẽ của người Pháp đối với vụ Dreyfus và căng thẳng giữa Đức và Pháp về Ma-rốc. Tuy nhiên, Đức Tổng Giám mục Guérin chấp nhận một phần các yêu cầu của Charles de Foucauld, trong đó cho phép ông sống theo nội quy do ông đặt ra cùng với frère Michel. Và có quyền đặc biệt để có thể trưng bày Bí tích Thánh Thể để chầu Thánh Thể khi có hai người tôn sùng trong ít nhất ba giờ.
Ngày 10 tháng 12, họ đi Béni-Abbès và gặp Tướng Lyautey. Frère Michel và Charles de Foucauld sau đó rời đến In Salah, nhưng chẳng bao lâu sức khỏe của Frère Michel xấu đi do không chịu được sự khắc khổ và đền tội. Sau đó, chuyến đi bị gián đoạn trong một tháng do Charles học tiếng Tuareg với Ben-Messis, một học giả Ả Rập. Họ làm việc không mệt mỏi. Vào ngày 14 tháng 3 năm 1907, Charles biết về cái chết của người bạn Motylinski.
Không thể thích nghi với các quy tắc sống khắc nghiệt của Charles, frère Michel trở về Algiers với một đại đội quân sự. Charles hoàn thành cuốn từ điển Tuareg - Pháp và ông đưa cho Laperrine để xuất bản. Vì khiêm tốn, Charles yêu cầu rằng bản quyền không được đăng kí dưới tên của ông, mà là dưới tên của Motylinski quá cố.
Từ tháng 7 năm 1907 đến Giáng sinh 1908, Charles đã nối lại cuộc đời ẩn tu của mình ở Tamanrasset, thu thập những bài thơ tiếng Tuareg với giá vài xu và làm việc vài giờ mỗi ngày. Tuy nhiên, Charles vẫn ở một mình. Ông không nhận được thư trong hơn sáu tháng. Ông cũng không có khả năng cử hành Thánh lễ, hiến tế bí tích Thánh Thể, và chầu Thánh Thể. Ông vẫn chưa cải đạo được cho ai. Những khó khăn này càng lớn khi nạn đói ảnh hưởng đến Hoggar. Charles sau đó nghi ngờ về hiệu quả của sứ mệnh của ông, nhưng muốn ở lại với người nghèo nhất. Anh ta đưa thức ăn của mình cho các nạn nhân của nạn đói và Giáng sinh trôi qua mà không tổ chức thánh lễ. Vào ngày 7 tháng 1 năm 1908, kiệt sức và hốc hác, Charles không thể di chuyển và nghĩ rằng mình sắp chết. Sau đó giữa nạn đói ông được cứu bởi những người Touaregs, người ta cho ông sữa cừu. Giai đoạn này đánh dấu một sự chuyển đổi thứ hai ở Charles de Foucauld, ông sau đó đã thấy một lời kêu gọi từ bỏ tinh thần lớn hơn.
Biết rằng Charles bị bệnh, Laperrine gửi cho ông thức ăn. Vào ngày 31 tháng 1 năm 1908, Đức cha Guérin đã gửi cho ông một lá thư từ Rome từ Giáo hoàng Pius X, người đã ủy quyền cho ông đặc biệt để cử hành thánh lễ mà không cần người giúp lễ. Sự ủy quyền này khiến ông rất hạnh phúc. Những sự kiện gần đây, bao gồm việc được những người Touaregs cứu sống đã làm thay đổi sâu sắc cách nghĩ của Charles de Foucauld. Anh không còn tìm cách hoán cải, mà là yêu thương; ông viết cho Tổng giám mục Guérin: "Tôi ở đây không phải để cải đạo người Touaregs ngay lập tức, mà là để cố gắng hiểu và cải thiện họ. Tôi chắc chắn rằng Chúa tốt lành sẽ chào đón ở thiên đàng những người tốt và trung thực mà không cần họ phải là người Công giáo La Mã”. Ông tiếp tục công việc về văn hóa và ngôn ngữ Tuareg. Ông dành tới 11 giờ mỗi ngày để làm việc với ngôn ngữ, thứ thu hút ông cho đến khi chết: viết một bản chú giải, phiên âm, dịch thuật và bình luận những bài thơ tiếng Tuareg.
Quân đội đã xây dựng một pháo đài mới cách Tamanrasset, Fort-Motylinski vài kilomét. Charles muốn thành lập một hiệp hội giáo dân, và xin Cha Huvelin và Tổng giám mục Guérin cho phép ông đến Pháp để phát triển hiệp hội. Vào ngày 28 tháng 10 năm 1908, Charles nhận được sự khích lệ từ Cha Huvelin và do đó quyết định rời đi. Vào ngày 16 tháng 2 năm 1909, ông lên tàu ở Algiers để tới Pháp.

#### Sự khởi đầu của hiệp hội giáo dân
Charles đến Paris vào ngày 18 tháng 2 năm 1909. Ông gặp Cha Huvelin ở đó và trình bày cho ông các điều luật của Hiệp hội giáo dân. Anh ta cũng gặp Louis Massignon, gần đây đã được cải đạo từ Hồi giáo sang Công giáo, hai người cùng cầu nguyện tại Vương cung thánh đường Sacré-Cœur vào ngày 21 tháng 2 năm 1909. Charles tin rằng Massignon là người thừa kế tiềm năng của ông và đề nghị anh ta tham gia cùng ông trên sa mạc, nhưng anh ta đã từ chối. Ngày 25 tháng 2 năm 1909, Charles gặp và làm quen với con rể của Marie de Bondy, Georges-Palamède, Hầu tước de FORBIN des ISSARTS, khi ông đến la Trappe Notre-Dame-des-Neiges để quảng bá cho hiệp hội giáo dân của mình, sau đó ông gặp Tổng giám mục Bonnet. Ông dành vài ngày với người chị họ Marie rồi rời Algeria vào ngày 7 tháng 3.
Ông đến In Salah và sáng tác ra một chuỗi Mân côi là chuỗi Mân côi tình yêu cho các tín hữu Kitô giáo và Hồi giáo. Mgr Bonnet và Mgr Livinhac, Tổng quyền của Pères blancs, phê chuẩn các điều luật của "Union des Frères et Sœurs du Sacré-Cœur" (Hiệp hội anh chị em Thánh Tâm), "một hiệp hội ngoan đạo", trong khi chờ đợi sự cho phép từ Rome.
Vào ngày 11 tháng 6, Charles trở lại Tamanrasset. Anh ấy tiếp tục công việc với Touaregs và ngôn ngữ của họ. Ông đảm nhận việc tổ chức Hiệp hội giáo dân tông đồ của "Anh chị em của Thánh Tâm Chúa Giêsu". Ông đã thực hiện một chuyến đi tiếp tế với Chỉ huy Laperrine vào tháng 9 và khám phá ra Assekrem. Sau đó, anh trở lại Tamanrasset và tiếp tục cuộc sống bình thường ở đó.
Vào tháng 4 năm 1910, ông lại có một chuyến đi với Laperrine. Với sự giúp đỡ của những người lính, ông quyết định xây dựng một ẩn thất trên đỉnh Assekrem, nơi sẽ cho phép ông sống xa các chuyến viếng thăm và che chở khỏi cái nóng của mùa hè Sahara. Vào ngày 31 tháng 10 năm 1910, Charles trở lại Tamanrasset, nơi anh thấy mình bị quá tải: mưa đã quay trở lại, nhiều người du mục trở lại gần Tamanrasset và nhờ ông giúp đỡ.
Trong khi đó, vào mùa hè năm 1910, Moussa ag Amastan đã có chuyến thăm chính thức tới Pháp: đó là "Sứ mệnh Touareg". Charles giới thiệu Moussa đến thăm gia đình ông. Nhìn thấy sự giàu có của gia đình Foucauld, Moussa viết thư cho Charles để bày tỏ sự khó hiểu: "Bạn sống như một người nghèo".
Những tháng tiếp theo được đánh dấu bằng nhiều sự chia ly. Charles biết về cái chết của Đức Tổng Giám mục Guérin ở tuổi ba mươi bảy vào ngày 19 tháng 3 năm 1910. Vài ngày sau, bạn cùng lớp của ông, Chỉ huy La Croix, qua đời tại Algiers. Ngày 15 tháng 8 ông nhận được tin về cái chết của cha linh hướng của ông, Cha Henri Huvelin, người qua đời vào ngày 10 tháng 7. Ngoài ra, Chỉ huy Laperrine bị thuyên chuyển và phải rời Sahara vào cuối năm.
Charles tuy nhiên muốn phát triển Hiệp hội giáo dân. Ông trở về Pháp vào ngày 2 tháng 1 năm 1911 và trở lại vào ngày 3 tháng 5. Ông dành hai tháng tiếp theo cho công việc về từ vựng, cùng với đó là xây dựng những ngôi nhà kiên cố cho ngôi làng, những thứ khác cho Moussa Ag Amastan. Giúp phát triển vệ sinh, trong đó ông dạy những điều cơ bản cho người dân Touaregs.
Vào tháng 7 năm 1911, Charles đi ẩn tu ở Assekrem. Đối diện với việc sức khỏe ngày càng xấu đi, ông viết di chúc: Tôi muốn được chôn cất tại chính nơi tôi chết và yên nghỉ ở đó cho đến khi hồi sinh. Tôi cấm cơ thể của tôi được vận chuyển, rằng nó sẽ bị đưa ra khỏi nơi mà Chúa tốt lành đã khiến tôi hoàn thành cuộc hành hương của mình."
Trở lại Tamanrasset vào Giáng sinh năm 1911, ông trở nên say mê với các nhiệm vụ nghiên cứu tuyến đường xuyên Sahara, giúp nhận ra các lối đi có thể của tàu. Ông tham gia vào nhiệm vụ nghiên cứu, liên hệ với các hướng dẫn viên Tuareg để tìm ra các con đường hợp lý, sử dụng áp kế cho các hồ sơ đo độ cao theo yêu cầu của các nhà khoa học.
Cuối năm 1912 và đầu năm 1913 được đánh dấu bằng sự phát triển của sự bất ổn chính trị ở Sahara với các mối đe dọa đến từ Morocco. Charles hoàn thành việc viết từ vựng Tuareg và bắt đầu đọc lại. Ông đang nghĩ về việc quay trở lại Pháp để phát triển Hiệp hội giáo dân. Từ ngày 22 tháng 4 đến tháng 9 năm 1913, ông đã thực hiện hành trình này. Anh đến thăm gia đình và bạn bè, bao gồm cả François-Henry Laperrine. Khi biết rằng Tướng Hubert Lyautey bị chỉ trích vì sự quản lý quá "hòa bình" của Ma-rốc: Charles de Foucauld sau đó khuyến khích anh ta không từ chức và bảo vệ anh ta. Charles chấp nhận tham dự những bữa tối xã hội để thực hiện nhiệm vụ này. Ông đã tham gia một hội nghị tại Sorbonne về dự án Xuyên Sahara. Ông đã gặp Cha Antoine Crozier, người đã tập hợp 26 thành viên đầu tiên của Hiệp hội Anh chị em của Thánh Tâm Chúa Giêsu và hỗ trợ ông trong dự án này. Cuộc gặp gỡ của ông với Đức Hồng y Léon Adolphe Amette có được ít kết quả hơn: người này lạnh lùng tiễn ông về sau khi tiếp đón ông. Charles trở lại Algeria vào ngày 28 tháng 9 và đến Tamanrasset vào ngày 22 tháng 11 và tiếp tục công việc thường ngày.

#### Chiến tranh và cái chết
Vào ngày 3 tháng 9 năm 1914, Charles được tin Chiến tranh thế giới thứ nhất đang xảy ra ở châu Âu. Sức khỏe ngày càng đi xuống, ông ngần ngại ra mặt trận làm một giáo sĩ quân đội. Cuối cùng ông viết thư cho người chị họ Marie, sau nhiều đấu tranh với lương tâm: "Chị có thể thấy rằng thật khó để tôi cách xa những người lính và biên giới của chúng ta: nhưng rõ ràng nhiệm vụ của tôi là ở lại đây để giúp giữ cho dân chúng bình tĩnh." Sau đó, ông cố gắng giảm thiểu những tác động của cuộc chiến đang diễn ra ở Pháp lên người dân Touaregs. Cuối năm 1914, ông ngã bệnh.
Sự phát triển của Liên minh Anh em và Chị em Thánh Tâm của Chúa Giêsu đã bị dừng lại bởi chiến tranh, nhưng Charles vẫn tiếp tục làm sâu sắc các điều luật, phát triển trái tim thần học. Ông quan tâm đến các hoạt động xây dựng hệ thống truyền dẫn không dây, các tuyến đường dành cho ô tô. Ông giúp quân đội vạch ra các con đường ở Hoggar, hy vọng sẽ sớm thấy những chiếc xe đầu tiên.
Từ mùa hè năm 1915 đến mùa hè năm 1916, ông xây dựng một pháo đài bằng gạch để dân chúng ẩn náu trong trường hợp Tamanrasset bị tấn công. Có thức ăn, giếng và vũ khí.
Vào ngày 24 tháng 3 năm 1916, Djanet đã thất thủ do các chiến dịch đột kích từ Ma-rốc thuộc Tây Ban Nha.
Charles de Foucauld từ chối đến ở với quân đội tại Fort Motylinski, ông muốn ở lại với người Touaregs. Vào tháng 6 năm 1916, người dân địa phương khuyên ông nên trú ẩn trong pháo đài. Tuy nhiên, mối nguy hiểm cuối cùng không đến từ Morocco. Một phần lớn người dân Sahara và Sahel nổi dậy chống lại người Pháp chiếm đóng, do sự xúi giục của gia tộc Sanusiyya (confrérie senousiste) từ Tripoli. Vào ngày 28 tháng 11, Charles đã hoàn thành việc đọc lại cuốn từ điển Tuareg-French. Charles viết cho chị họ Marie de Bondy, trong lá thư cuối cùng: "Chúng ta thấy rằng chúng ta không bao giờ yêu đủ, nhưng Chúa tốt lành, người biết loại bùn đất ông ấy nhào nặn nên chúng ta và là người yêu chúng ta hơn một người mẹ có thể yêu con mình, đã nói với chúng ta. Ông ấy không nói dối, rằng ông ấy sẽ không từ chối những người đến với Ông ấy".
Những kẻ cướp từ Tripoli nghe danh và nảy sinh ý định bắt cóc Charles de Foucauld để lấy tiền chuộc. Vào ngày 1 tháng 12, một người Touareg quen biết với Charles đã phản bội và cho phép những người Senoussistes bao vây pháo đài. Sự xuất hiện của hai người lính đánh thuê người Algeria làm họ bất ngờ và trong cơn hoảng loạn, thiếu niên được được giao nhiệm vụ trông coi Charles de Foucauld đã bắn vào mặt ông khiến ông thiệt mạng
Tối cùng ngày, người dân Touareg chôn cất Charles cùng với những nạn nhân Hồi giáo khác tại Tamanrasset, cách cánh cửa ông chết vài mét. Tướng Laperrine đến hiện trường vào ngày 15 tháng 12 và di chuyển thi thể ra cách đó vài mét. Ngày 26 tháng 4 năm 1929, hài cốt Charles de Foucauld đưa vào một ngôi mộ tại El Goléa, ngày nay là El Méniaa.